# سيلفيا بوزمان
سيلفيا دي. تريمبل بوزمان (بالإنجليزية: Sylvia Bozeman)‏ (اسمها قبل الزواج: سيلفيا تريمبل، 1947) رياضية أمريكية ومدرّسة أكاديمية للرياضيات.

## النشأة والتعليم
ولدت سيلفيا بوزمان في كامب هيل، ألاباما في الأول من أغسطس عام 1974. كانت الثالثة بين خمسة أطفال لهوراس تيز سينيور وروبي جونز. على الرغم من عمل والدها وتعامله مع الأرقام يوميًا خلال عمله كوكيل تأمين، إلا أن الفضل يعود إلى أمها في زرع حب الرياضيات لدى بوزمان. التحقت بوزمان بمدارس ابتدائية وثانوية مفصولة في كامب هيل، وشجعها كلّ من والديها ومعلميها على إكمال دراستها. زاد مدرسها في الثانوية، السيد فرانك هولي، حب الرياضيات لديها. عاد بعد المدرسة ودرّس علم المثلثات (وهو بحث غير مدرج في المنهج الدراسي) لبوزمان ومجموعة من التلاميذ الملتزمين.
تخرجت بوزيمان من مدرسة إدوارد بيل الثانوية في كامب هيل عام 1964 والتحقت بالدراسات الجامعية في الرياضيات في جامعة ألاباما إيه آند إم، والتي عملت خلالها أيضًا على مشاريع صيفية في ناسا وجامعة هارفارد. تخرجت عام 1968 وألقت خطاب الترحيب وانتقلت برفقة زوجها روبرت، الذي كان رياضيًا أيضًا، إلى جامعة فاندربيلت غير المنفصلة، حيث بدأ كلاهما دراستهما العليا. حصلت على درجة الماجستير في سنة 1970، على الرغم من أنها لم تدرس الكثير من المقررات الدراسية المطلوبة مسبقًا والتي أخذها زملاؤها البيض. في سنة 1968، شق الجبر الخطي طريقه بوصفه مقرر دراسيًا مطلوبًا في المنهاج الرياضي. قُدم المقرر للمرة الأولى عندما كانت طالبة في صف التخرج في جامعة ألاباما إيه أند إم، لكنها لم تأخذه. اقترحت كلية فاندربيلت أن تأخذ بوزمان المقرر خلال عامها الأول في الدراسات العليا، ولكنها رفضت عندما أدركت أنه كان مقررًا لصفوف ما قبل التخرج. «لقد دفعت ثمن هذا القرار بقية سنوات دراستي. لقد قضيت وقتًا طويلًا في محاولة تعلم الجبر الخطي بمفردي».

## الدكتوراه والمسيرة المهنية
«مع أن مهنتي تزودني بالكثير من فرض المشاركة المهنية، إلا أني التزامي بقي متصلًا بالرياضيات سواء من خلال التدريس و/أو غيرها من المساعي العلمية، ومواصلة تعزيز تنمية المرأة في مجال الرياضيات» سيلفيا بوزمان، 1997.
أنجبت بوزمان وزوجها ابنًا وابنة بينما كانت سيلفيا تدرس بعض الوقت في جامعة فاندربيلت وتينيسي الحكومية وأنهى روبرت دراسته للحصول على الدكتوراه في الرياضيات. وشملت مجالات بحوثها ومنشوراتها نظرية المشغل في التحليل الوظيفي، ومشاريع في معالجة الصور، ومساعٍ لتعزيز نجاح المجموعات الممثلة تمثيلًا ناقصًا في الرياضيات. حصلت على درجة الدكتوراه بأطروحة تحت عنوان: «تمثيلات المقابلات المعممة لمشغلات فريدهولم». تخرجت بوزمان عام 1980، لتصبح إما المرأة الثالثة والعشرين أو الرابعة والعشرين الحاصلة على شهادة الدكتوراه في الرياضيات ضمن الولايات المتحدة.
في عام 1974، شغلت بوزمان منصب مدرّسة في كلية سبيلمان، وهي كلية للنساء السوداوات في أتلانتا، جورجيا؛ كان روبرت حينها يدرس في كلية مورهاوس، وهي كلية أخرى تاريخية للسود. درّست الرياضيات لأكثر من 35 عامًا في أقدم كلّية للنساء السوداوات بالتاريخ في أمريكا. بوجوده غربي وسط المدينة، يُتاخم حرم كلية سبيلمان نظيره من كلية مورهاوس. خلال كونها هناك، عملت تحت إشراف شيرلي ماتيس مكباي، وإيتا زوبر فالكونر، وغلاديس غلاس، الرياضياتيون الذين دفعوا لتحسين برامج كلية سبيلمان في مجالات العلوم والرياضيات. بدأت كمدرّسة في عام 1972، وأصبحت أستاذة مساعدة في عام 1980، وزميلة في عام 1984، وأستاذة كاملة في عام 1991. طوال سنوات عملها في سبلمان، درّست بوزمان صفوفًا متنوعة شملت حساب التفاضل والتكامل والجبر المجرّد، والانتقال إلى الرياضيات العليا، وحتى عدوّها؛ الجبر الخطي.

## وصلات خارجية
Meet a Mathematician! video interview